# Tlaquiltenango
Tlaquiltenango é um município do estado de Morelos, no México.